# Баландинська волость
Баландинська волость — адміністративно-територіальна одиниця Чигиринського повіту Київської губернії з центром у селі Баландине.
Станом на 1886 рік складалася з 10 поселень, 2 сільських громади. Населення — 3423 особи (1728 чоловічої статі та 1695 — жіночої), 643 дворових господарства.
Наприкінці 1880-х років волость увійшла до складу сусідньої Телепинської волості.
|                     | Площа, десятин | У тому числі орної, дес. |
| ------------------- | -------------- | ------------------------ |
| Сільських громад    | 2234           | 1978                     |
| Приватної власності | 4571           | 3359                     |
| Іншої власності     | 79             | 70                       |
| Загалом             | 6884           | 5407                     |

Основні поселення волості:
- Баландине — колишнє державне село при річці Сухий Ташлик за 60 верст від повітового міста, 2507 особи, 521 двір, православна церква, школа, постоялий двір, 3 постоялих будинки, лавка, винокурний завод.
- Коханівка — колишнє державне село при струмкові, 663 особи, 122 двори, православна церква, школа, постоялий будинок, 2 постоялих будинки.